# 茂木站

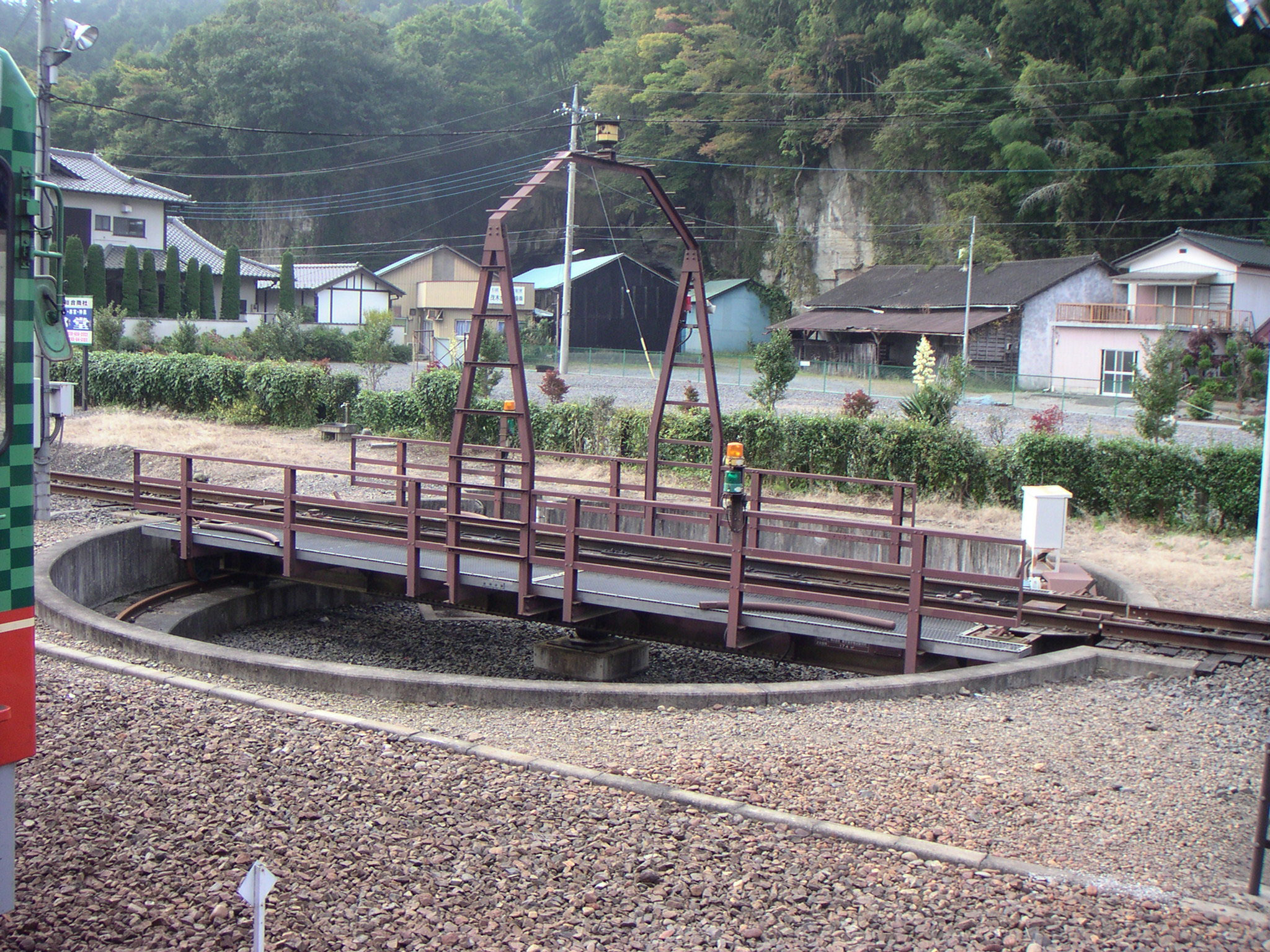
轉車盤

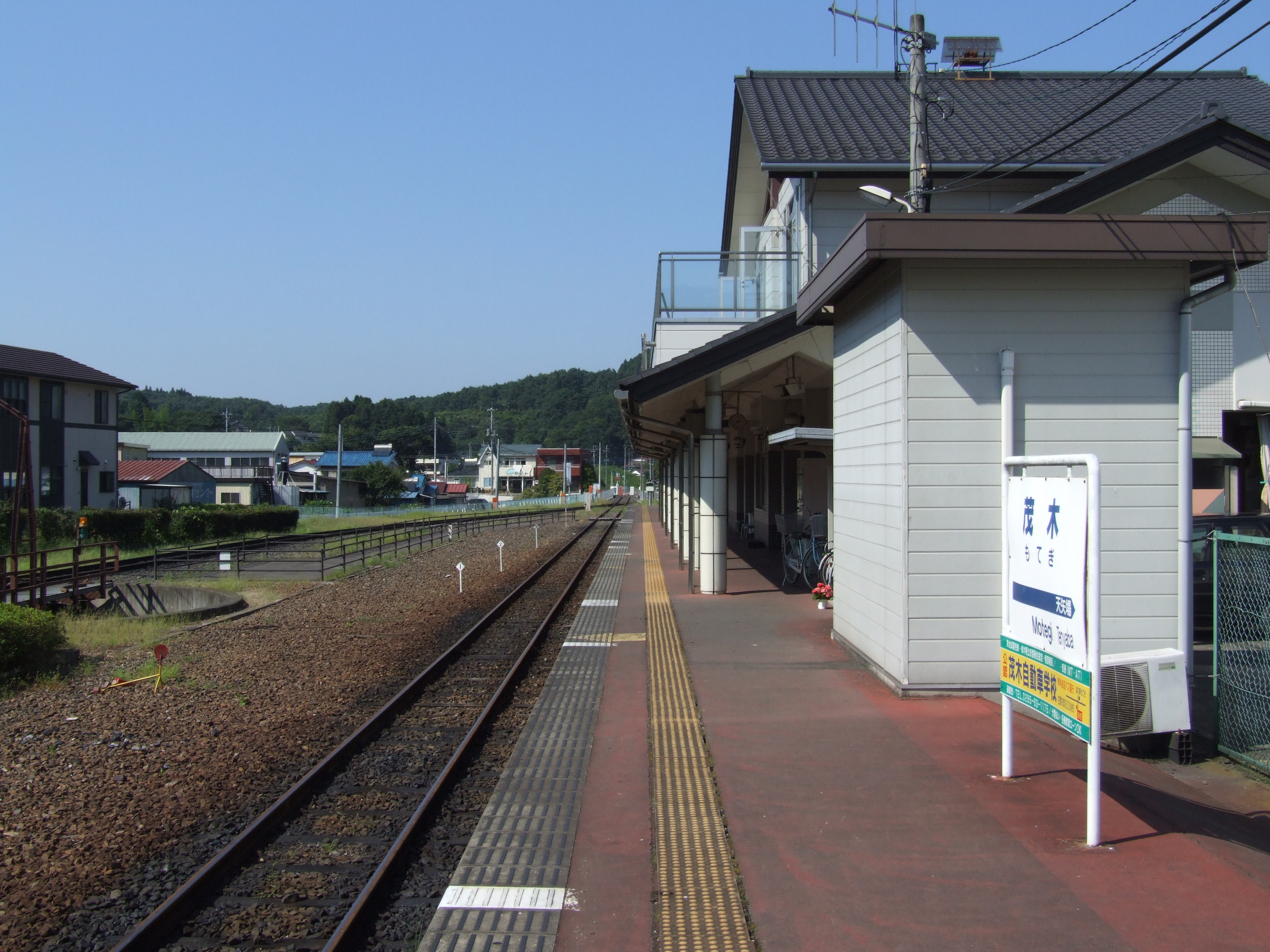
月台

茂木站（日语：／ Motegi eki */?）是位於栃木縣芳賀郡茂木町大字茂木1499番2號，真岡鐵道的真岡線車站。

## 歷史
- 1920年（大正9年）12月15日 - 鐵道省（國鐵）真岡輕便線（後來為真岡線）開設此站[1]。
- 1934年（昭和9年）8月1日 - 省營自動車常野線（烏山站至茂木站之間）開始運行[2][3]
- 1935年（昭和10年）8月1日 - 省營自動車常野線（茂木站 - 御前山站（茨城鐵道（日语：茨城鉄道））之間）開始運行[4]
- 1937年（昭和12年）3月31日 - 省營自動車茂木線（茂木站至宇都宮站之間）開始運行[5]
- 1987年（昭和62年）4月1日：伴隨國鐵分割民營化，車站由東日本旅客鐵道（JR東日本）營運。
- 1988年（昭和63年）4月11日 - 真岡線由真岡鐵道接管，成為真岡鐵道線車站[1]。

## 車站構造
此站是地面車站，設有1面1線的單式月台。此站是有人車站。
櫃臺營業時間為平日7:10至10:30、14:50至18:10。星期六、日及假日為8:30至17:10。此站設有1台自動售票機。
在站內設有蒸氣機車專用的電動式轉車盤。從前轉車盤轉動時會發出警報，播放少女的祈禱音樂，但是2018年4月廢止。在設置轉車盤前設有數條側線。
此站設有列車夜間停泊。

## 使用狀況
以下為近年乘車人次變化。
| 乘車人員變化 | 乘車人員變化 |
| 年度         | 1日平均人次  |
| ------------ | ------------ |
| 2007         | 383          |
| 2008         | 381          |
| 2009         | 370          |
| 2010         | 377          |
| 2011         | 385          |
| 2012         | 376          |
| 2013         | 379          |
| 2014         | 354          |
| 2015         | 341          |
| 2016         | 338          |
| 2017         | 311          |
| 2018         | 363          |

## 車站周邊
- 茂木町公所
- 茂木郵局
- 栃木縣道109號茂木停車場線（日语：栃木県道109号茂木停車場線） - 從茂木站前連接國道123號（日语：国道123号）茂木繞道（日语：茂木バイパス）。
- 栃木縣道27號那須黑羽茂木線（日语：栃木県道27号那須黒羽茂木線） - 在茂木站入口路口向北延伸，隨後於大町路口向東延伸。為國道123號舊路。
- 國道294號（日语：国道294号）（舊道）
- 道之驛茂木（日语：道の駅もてぎ）
- Twin Ring茂木（日语：ツインリンクもてぎ） - 轉乘JR巴士約20分鐘。
- 栃木縣立茂木高等學校（日语：栃木県立茂木高等学校）
- 鷲之巢營地（日语：鷲の巣キャンプ場）

從茂木站，於修正鐵道敷設法的別表第38號中，曾經計劃興建「茨城縣水戶經阿野澤前近東野附近，以及從阿野澤分支前往栃木縣茂木的鐵道」。當中，茂木站至長倉宿站之間的國鐵長倉線於1937年開始動工，路線建設工程在河井村（現時：茂木町）前的路基已經完工，但是由於當時太平洋戰爭戰事激烈，使工程暫停並沒有開通。因此現時在真岡線路線盡頭設有計劃線用地和路基。另外，在水戶一方的茨城交通茨城線已經啟用，後來廢止。該區間由國鐵巴士開設「鐵道先行路線」，名為「水都東線」「水都西線」，在1990年代尾段取消路線。

## 巴士路線
站前設有茂木巴士站。JR巴士關東（宇都宮分店）設有巴士路線駛入，並連接芳賀町、宇都宮市方向。
| 乘車處 | 系統     | 主要途經 | 目的地                           | 巴士公司                 | 備註 |
| --- | -------- | --- | -------------------------------- | ------------------------ | ---- |
| | 水都西線 | 笠間道、天矢場、市塙站入口、市貝小學前、芳賀町公所入口、祖母井、芳賀溫泉浪漫之湯、芳賀巴士總站、道場宿、JR宇都宮站、東武站前 | 作新學院前                       | JR巴士關東（宇都宮分店） |      |
| 笠間道、天矢場、市塙站入口、芳賀町公所入口、祖母井、芳賀溫泉浪漫之湯、芳賀巴士總站、道場宿、JR宇都宮站、東武站前   | 水都西線 | 作新學院前 |                                  | JR巴士關東（宇都宮分店） |      |
| 道之驛茂木、灰面鷲之里市貝、芳賀町公所入口、祖母井、芳賀溫泉浪漫之湯、芳賀巴士總站、貝爾商場、JR宇都宮站、東武站前 | 水都西線 | 作新學院前 | 星期六、日及假日服務             | JR巴士關東（宇都宮分店） |      |
| 笠間道、天矢場、市塙站入口、芳賀町公所入口、祖母井、芳賀溫泉浪漫之湯                                               | 水都西線 | 芳賀巴士總站 | 平日服務                         | JR巴士關東（宇都宮分店） |      |
| 笠間道 | 水都西線 | 天矢場 | 平日服務                         | JR巴士關東（宇都宮分店） |      |
| | 水都西線 | 笠間道 | 星期六、日及假日服務             | JR巴士關東（宇都宮分店） |      |
| | 水都西線 | Twin Ring茂木 | 星期六、日、假日及重要比賽日服務 | JR巴士關東（宇都宮分店） |      |

- Twin Ring茂木設有前往茨城交通巴士路線前往水戶站，只於星期六、日、假日服務。
- 茂木町營巴士（日语：茂木町営バス）曾經設有巴士路線駛入茂木站，並行走於町內各地區，隨後巴士路線變為需求的士（日语：デマンドタクシー）「茂木町需求的士巡回君」，使巴士路線在2011年9月30日取消[8]。
- 東野交通（日语：東野交通）曾經設有前往東京站、濱松町巴士總站的高速巴士路線，路線在2007年3月31日取消。

## 相鄰車站
真岡鐵道
真岡線
天矢場－茂木

## 注腳
1. 1 2 3 4 5  曾根悟（監修）. 朝日新聞出版分冊百科編集部（編集） , 编. . 週刊朝日百科. 21号 関東鉄道・真岡鐵道・首都圏新都市鉄道・流鉄. 朝日新聞出版. 2011-08-07: 17–19 （日语）.
2. ↑  「鉄道省告示第335号」『官報』1934年7月24日（國立國會圖書館數碼化收藏）
3. ↑  『全国乗合自動車総覧』（國立國會圖書館數碼化收藏）
4. ↑  「鉄道省告示第283号」『官報』1935年7月25日（國立國會圖書館數碼化收藏）
5. ↑  「鉄道省告示第94号」『官報』1937年3月31日（國立國會圖書館數碼化收藏）
6. ↑  . facebook.com.   [2020-12-30] （日语）.
7. ↑  真岡市統計書
8. ↑  町営バスの運行が終了しました - 茂木町役場ホームページ （页面存档备份，存于）（日語） 2011年12月24日參閲。

## 外部連結
- 茂木站 （页面存档备份，存于）（日語） - 真岡鐵道官方網站